# 구티 카르데나스

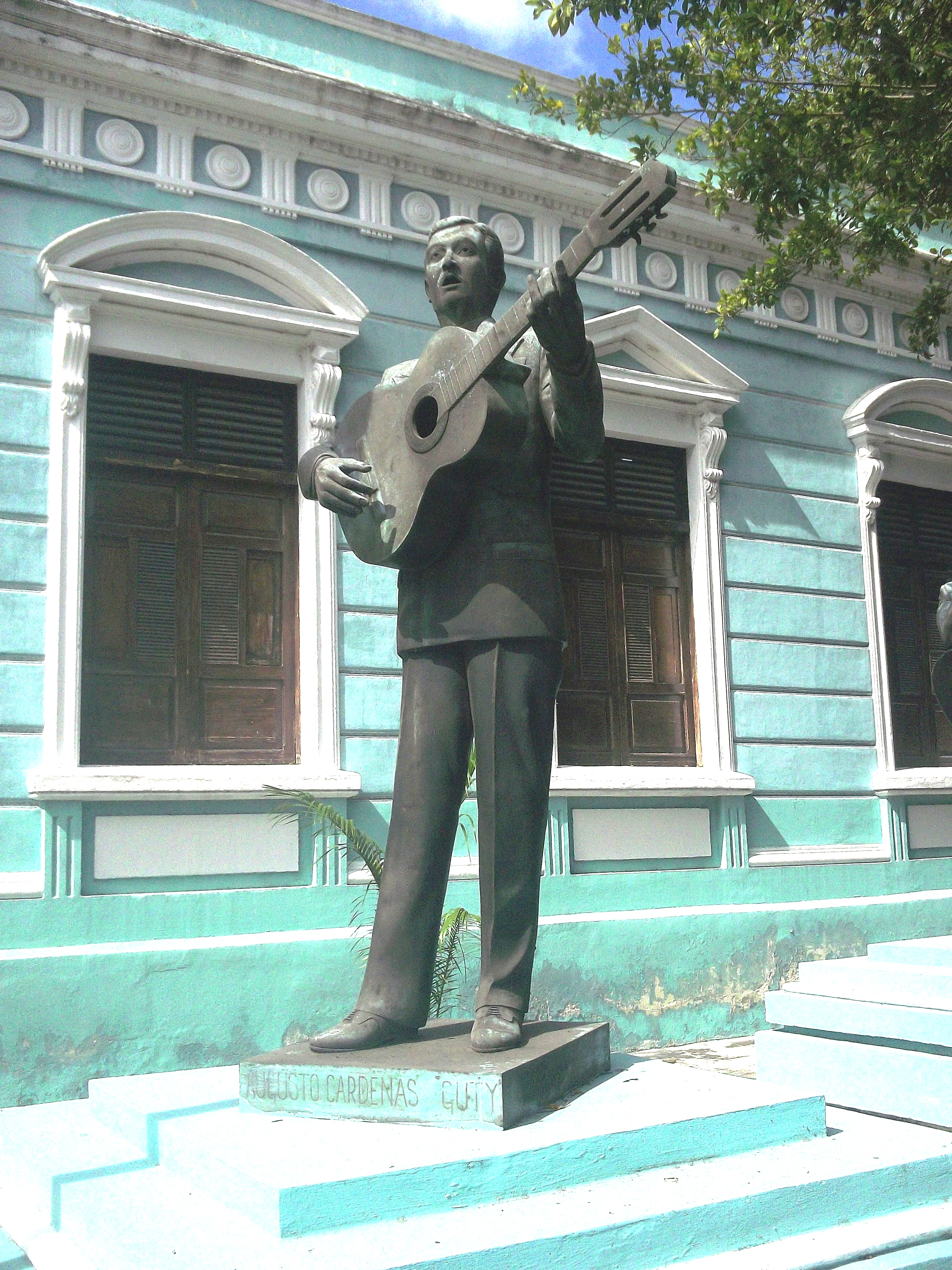
동상

구티 카르데나스(Augusto Alejandro (Guty) Cárdenas Pinelo, 1905년 12월 12일 ~ 1932년 4월 5일)는 멕시코의 작곡가이다. 멕시코에서 라디오 방송과 레코드가 보급되던 시기에 인기가수의 개척자 적인 존재로 활약한 작곡가의 업적이 크다. 유카탄주 태생으로 젊을 때부터 기타를 연주하면서 노래하였으나, 1927년에 멕시코시티에 진출해 새로운 감각으로 멕시코의 노래를 불러 순식간에 인기를 획득하였다. 하지만 28세의 젊은 나이로 세상을 떠났다. 그가 남긴 작품으로는 〈마야브의 나그네〉, 〈눈카〉, 〈태양의 빛〉 등이 있다.